# Marcelo González Martín
Marcelo González Martín (Villanubla, 16 gennaio 1918 – Fuentes de Nava, 25 agosto 2004) è stato un cardinale e arcivescovo cattolico spagnolo.

## Biografia
Nacque a Villanubla il 16 gennaio 1918.
Papa Paolo VI lo elevò al rango di cardinale nel concistoro del 5 marzo 1973.
Fu arcivescovo di Toledo dal 3 dicembre 1971 al 23 giugno 1995 quando lasciò l'incarico per raggiunti limiti di età. In precedenza era stato arcivescovo di Barcellona dal 1967 al 1971.
Prese parte al conclave dell'agosto 1978 che vide l'elezione di Giovanni Paolo I (al quale era legato da un rapporto di amicizia), e al successivo dell'ottobre 1978 che elesse Giovanni Paolo II.
Fu molto attivo dal punto di vista sociale e promosse notevoli iniziative in territorio diocesano sia a Barcellona sia a Toledo.
Morì il 25 agosto 2004 all'età di 86 anni.

## Genealogia episcopale e successione apostolica
La genealogia episcopale è:
- Cardinale Scipione Rebiba
- Cardinale Giulio Antonio Santori
- Cardinale Girolamo Bernerio, O.P.
- Arcivescovo Galeazzo Sanvitale
- Cardinale Ludovico Ludovisi
- Cardinale Luigi Caetani
- Cardinale Ulderico Carpegna
- Cardinale Paluzzo Paluzzi Altieri degli Albertoni
- Papa Benedetto XIII
- Papa Benedetto XIV
- Papa Clemente XIII
- Cardinale Marcantonio Colonna
- Cardinale Giacinto Sigismondo Gerdil, B.
- Cardinale Giulio Maria della Somaglia
- Cardinale Carlo Odescalchi, S.I.
- Cardinale Costantino Patrizi Naro
- Cardinale Serafino Vannutelli
- Cardinale Domenico Serafini, Cong. Subl. O.S.B.
- Cardinale Pietro Fumasoni Biondi
- Cardinale Ildebrando Antoniutti
- Cardinale Marcelo González Martín

La successione apostolica è:
- Cardinale Carlos Amigo Vallejo, O.F.M. (1974)
- Vescovo Rafael Palmero Ramos (1988)